# هنتر هاس
هنتر هاس (بالإنجليزية: Hunter Haas)‏ هو لاعب غولف أمريكي، ولد في 1 ديسمبر 1976 في فورت وورث في الولايات المتحدة.

## وصلات خارجية
- هنتر هاس على موقع رابطة لاعبي الغولف المحترفين (الإنجليزية)
- هنتر هاس على موقع التصنيف العالمي الرسمي للغولف (الإنجليزية)